# The Forest on the Hill
The Forest on the Hill è un film muto del 1919 diretto da Cecil M. Hepworth.

## Trama
Nel Devonshire, un agricoltore viene ucciso da un ex guardiacaccia, ma del delitto viene accusato suo nipote.

## Produzione
Il film fu prodotto dalla Hepworth.

## Distribuzione
Distribuito dalla Hepworth, il film uscì nelle sale cinematografiche britanniche il 30 novembre 1919.
Si pensa che sia andato distrutto nel 1924 insieme a gran parte degli altri film della Hepworth. Il produttore, in gravissime difficoltà finanziarie, pensò in questo modo di poter almeno recuperare l'argento dal nitrato delle pellicole.